# San Judas Tadeo
San Judas Tadeo é um município da Venezuela localizado no estado de Táchira.
A capital do município é a cidade de Umuquena.